# Mesquita Kurşunlu
Kurşunlu Camii o Mesquita Kurşunlu és una mesquita dels temps otomans a Muğla, Turquia. Es troba a Menteşe, un districte i centre-vila de Muğla, la ciutat capital de la província de Muğla. Va ser construïda a 1493, a domanda de Şucaeddin Bey dels Menteşeoğulları.